# 瓦耳登還原器
瓦爾登還原器（Walden reductor）是一种銀還原柱，它能將水溶液中的金屬離子還原成較低价的氧化態。例如:將UO22+还原成U4+，此还原柱由喬治.H.瓦爾登（George H. Walden）与他的博士生賽文.M.愛德蒙斯（Sylvan M. Edmonds）於哥倫比亞大學共同研發。

## 製備及使用
将一段銅線浸在硝酸銀溶液中，金屬銀迅速在銅線上形成樹枝狀結晶析出：
Cu + 2Ag+ —> Cu2+ + 2Ag

然后把銀結晶從銅線上取下，并用純水沖洗除去多餘的硝酸銅和硝酸銀後放進一細小的玻璃管柱中。

这个装置类似柱層析，使用时，將欲還原的金屬离子水溶液从顶端倒入，使其順著管柱自然流下，還原反應隨之進行，溶液到達管柱下端时，還原反應接近100%完成。

## 應用
此方法可以用来在化学分析时獲得較低價態的化學物質，或者制备少量化合物。

## 进一步阅读
- Birnbaum, Nathan; Edmonds, Sylvan M. . Industrial & Engineering Chemistry Analytical Edition. 1940, 12 (3): 155–157. ISSN 0096-4484. doi:10.1021/ac50143a013.
- Edmonds, Sylvan M.; Birnbaum, Nathan. . Industrial & Engineering Chemistry Analytical Edition. 1940, 12 (1): 60–61. ISSN 0096-4484. doi:10.1021/ac50141a024.
- Huffman, Eugene H. . Industrial & Engineering Chemistry Analytical Edition. 1946, 18 (4): 278. doi:10.1021/i560152a023.
- Khan, M.A. Salam; Stephen, W.I. . The Analyst. 1968, 93 (1102): 26. Bibcode:1968Ana....93...26K. ISSN 0003-2654. doi:10.1039/an9689300026.
- Pantani, Francesco. . Analytica Chimica Acta. 1964, 31: 121. doi:10.1016/S0003-2670(00)88792-9.